# 国土交通省住宅局
国土交通省住宅局（こくどこうつうしょう じゅうたくきょく）は、国土交通省の内部部局の一つ。住宅行政や建築行政の施策等の企画・立案、推進などの役割を担っている。

## 沿革
- 1948年（昭和23年）
  - 1月1日 建設院設置により住宅・建築行政を所管する組織として建築局を設置。
  - 7月10日 建設省設置により同省の内部部局となる。
- 1949年（昭和24年）6月1日 住宅局に改組する。
- 2001年（平成13年）1月6日 国土交通省設置により同省の内部部局となる。

## 組織
- 局長
  - 総務課
  - 住宅経済・法制課
  - 住宅生産課
  - 住宅総合整備課
  - 安心居住推進課
  - 市街地建築課
  - 建築指導課

（『e-Gov 電子政府の総合窓口』より）

## 歴代の住宅局長
平成13年（2001年）の中央省庁再編以後の歴代住宅局長。同ポストを巡っては、事務官と技官が交互に就任する人事慣行がある。
| 在任期間      | 氏名       | 身分   | 前職                                                             | 後職                                                              | 最終官職                       |
| ------------- | ---------- | ------ | ---------------------------------------------------------------- | ----------------------------------------------------------------- | ------------------------------ |
| 2000.7-2002.7 | 三沢真     | 事務官 | 建設省大臣官房審議官                                             | 国土交通省総合政策局長                                            | 国土交通審議官                 |
| 2002.7-2004.7 | 松野仁     | 技官   | 国土交通省大臣官房審議官                                         | 退官                                                              | （住宅局長）                   |
| 2004.7-2006.7 | 山本繁太郎 | 事務官 | 内閣府政策統括官（防災担当）                                     | 国土交通審議官                                                    | 内閣官房地域活性化統合事務局長 |
| 2006.7-2007.7 | 榊正剛     | 事務官 | 内閣府政策統括官（防災担当）                                     | 総合政策局長                                                      | 国土交通審議官                 |
| 2007.7-2009.7 | 和泉洋人   | 技官   | 大臣官房審議官（住宅局担当）                                     | 内閣官房地域活性化統合事務局長                                    | 内閣総理大臣補佐官             |
| 2009.7-2012.9 | 川本正一郎 | 事務官 | 国土計画局長                                                     | 都市局長                                                          | 内閣官房地域活性化統合事務局長 |
| 2012.9-2014.7 | 井上俊之   | 技官   | 大臣官房審議官（住宅局担当）                                     | 退官                                                              | （住宅局長）                   |
| 2014.7-2015.7 | 橋本公博   | 技官   | 大臣官房審議官（住宅局担当）                                     | 退官                                                              | （住宅局長）                   |
| 2015.7-2017.7 | 由木文彦   | 事務官 | 大臣官房総括審議官                                               | 総合政策局長                                                      | 復興庁事務次官                 |
| 2017.7-2018.7 | 伊藤明子   | 技官   | 大臣官房審議官（住宅局担当）                                     | 内閣官房まち・ひと・しごと創生本部事務局地方創生総括官補ほか併任※ | 消費者庁長官                   |
| 2018.7-2019.7 | 石田優     | 事務官 | 大臣官房総括審議官                                               | 復興庁統括官                                                      | 復興庁事務次官                 |
| 2019.7-2020.7 | 眞鍋純     | 技官   | 大臣官房審議官（住宅局担当）                                     | 内閣府地方創生推進事務局長                                        | （左記）                       |
| 2020.7-2021.7 | 和田信貴   | 事務官 | 内閣官房まち・ひと・しごと創生本部事務局地方創生総括官補ほか併任 | 総合政策局長                                                      | 国土交通事務次官               |
| 2021.7-2022.6 | 淡野博久   | 技官   | 大臣官房審議官（住宅局担当）                                     | 内閣府地方創生推進事務局長                                        | （左記）                       |
| 2022.7-2023.9 | 塩見英之   | 事務官 | 大臣官房審議官（住宅局担当）                                     | 不動産・建設経済局長、総合政策局長、国土交通審議官                | 左記現職                       |
| 2023.9-2024.7 | 石坂聡     | 技官   | 大臣官房審議官（住宅局担当）                                     | 内閣府地方創生推進事務局長、大臣官房付                            | （左記）                       |
| 2024.7-2025.7 | 楠田幹人   | 事務官 | 大臣官房審議官（不動産・建設経済局担当）                         | 不動産・建設経済局長                                              | 左記現職                       |
| 2025.7-       | 宿本尚吾   | 技官   | 大臣官房審議官（住宅局担当）                                     | 現職                                                              | 左記現職                       |

※　内閣府本府地方創生推進室次長を併任
注：「現職」は2025年6月編集時点.